# Arnold Strongman Classic

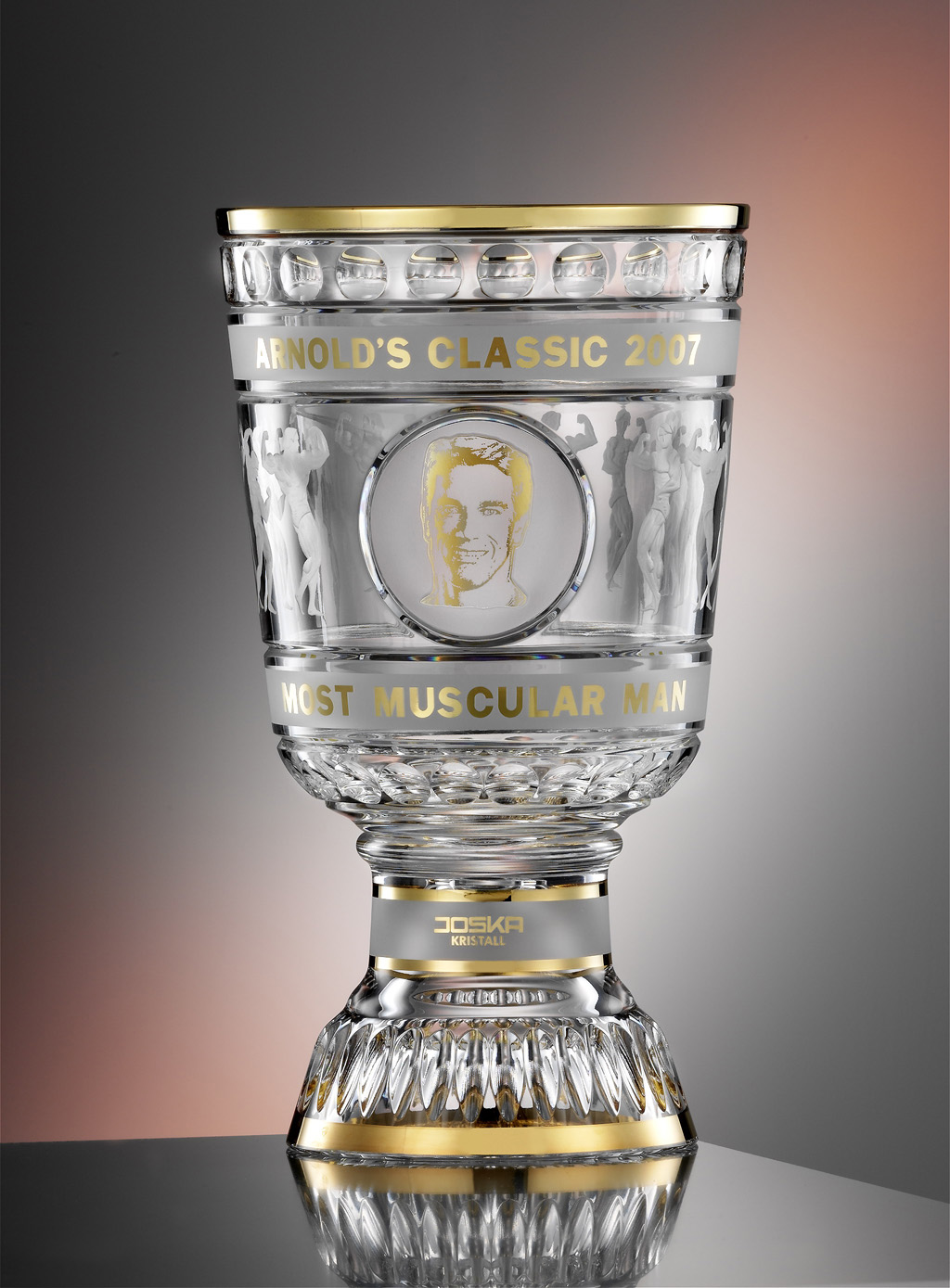
El clásico de Joska Kristall Arnold 2007

El Arnold Strongman Classic es una competición de fuerza incluida en la competición del Arnold Classic creada en el año 2002 
El competidor que más veces ha ganado el concurso es Žydrūnas Savickas de Lituania.

## Parecido con el hombre más fuerte del mundo
La competición es bastante parecida a la del más fuerte del mundo pero, a diferencia de este, no se necesita tanta velocidad ni resistencia, pero sí es necesaria más fuerza.
La competición también es más similar al levantamiento de potencia y se usa más el levantamiento estático que en el hombre más fuerte del mundo de IFSA o de Met-Rx. Sin embargo, estos últimos son los concursos de strongman más reconocidos.
La demostración de que se usa más aún la fuerza y menos la velocidad y la resistencia se pueden comprobar ya que Mariusz Pudzianowski, ganador de cinco competiciones de "El más fuerte del mundo", lo máximo que ha alcanzado en el Arnold Strongman es un cuarto puesto (competición de 2003).

## Eventos
Estos son los eventos más importantes de la competición:
- Ruedas de Apollon — Los competidores levantan una barra con dos ruedas sobre su cabeza. Las dos ruedas y la barra pesan aproximadamente 166 kg.
- Peso muerto — Los competidores hacen el ejercicio de peso muerto con ruedas, que llegan a pesar más de 400 kg.
- Empuje de camioneta — Los competidores deben empujar hacia atrás una camioneta de aproximadamente 3620 kg.
- Arrastrar la madera — Un atleta debe llevar una madera de 370 kg a lo largo de varios metros.

## Ganadores
| Campeón                 | Nacionalidad   | Año  |
| ----------------------- | -------------- | ---- |
| Mark Henry              | Estados Unidos | 2002 |
| Žydrūnas Savickas       | Lituania       | 2003 |
| Žydrūnas Savickas       | Lituania       | 2004 |
| Žydrūnas Savickas       | Lituania       | 2005 |
| Žydrūnas Savickas       | Lituania       | 2006 |
| Žydrūnas Savickas       | Lituania       | 2007 |
| Žydrūnas Savickas       | Lituania       | 2008 |
| Derek Poundstone        | Estados Unidos | 2009 |
| Derek Poundstone        | Estados Unidos | 2010 |
| Brian Shaw              | Estados Unidos | 2011 |
| Mike Jenkins            | Estados Unidos | 2012 |
| Vytautas Lalas          | Lituania       | 2013 |
| Žydrūnas Savickas       | Lituania       | 2014 |
| Brian Shaw              | Estados Unidos | 2015 |
| Žydrūnas Savickas       | Lituania       | 2016 |
| Brian Shaw              | Estados Unidos | 2017 |
| Hafþór Júlíus Björnsson | Islandia       | 2018 |
| Hafþór Júlíus Björnsson | Islandia       | 2019 |
| Hafþór Júlíus Björnsson | Islandia       | 2020 |
| Martins Licis           | Estados Unidos | 2022 |
| Mitchell Hooper         | Canadá         | 2023 |
| Mitchell Hooper         | Canadá         | 2024 |